# Digital object identifier
En digital object identifier (eller DOI) är ett tidsbeständigt identifieringsnummer som ges till elektroniska dokument. En DOI är en alfanumerisk teckensträng bestående av siffror och skiljetecken, som utgivaren ger dokumentet första gången det publiceras digitalt. Koden kan därvid liknas vid det ISBN-nummer som används för tryckta böcker och ISSN-nummer som ges till periodiska publikationer. Till skillnad från en Uniform Resource Locator (URL eller webbadress), men i likhet med Uniform Resource Name(en) (URN), är DOI oberoende av var objektet för tillfället lagras och om dokumentet publiceras på nytt av annan utgivare.
DOI-systemet har utarbetats av Association of American Publishers, med början 1994. Det lanserades den 15 oktober 1997 på bokmässan i Frankfurt, och den första accepterade standarden publicerades år 2000.